# Château de Vranov nad Dyjí
Le château de Vranov nad Dyjí (en tchèque : Zámek Vranov nad Dyjí) est un château situé dans le village homonyme de Vranov nad Dyjí, en Moravie du Sud, en République tchèque. Il se trouve sur les bords de la rivière de la Thaya, proche de la frontière autrichienne.

## Histoire
L'emplacement du château de Vranov nad Dyjí a été mentionné pour la première fois dans Chronica Boemorum par Cosmas de Prague en 1100 comme château chargé de garder la frontière du royaume. Le château est édifié par les ducs de Bohême pour défendre la frontière sud de la Moravie contre les raids répétés de la Marche autrichienne, état voisin du Royaume de Bohême. Jusqu'en 1323, le château et son village sont des possessions de la famille royale, mais furent remises par le roi Jean de Bohême, cette année là, à un puissant noble de Bohême, le vice-roi Jindřich de Lipá .
En 1421, pendant les guerres hussites, la famille noble Lichtenburg prit le contrôle du château et de son village. Et en 1499, elle passa définitivement à la famille noble Lichtenburg, comme possession héréditaire du roi Vladislas II de Bohême et de Hongrie. La famille Lichtenburg a détenu Vranov (maintenant appelé Vranov nad Dyjí) pendant près d'un siècle, jusqu'en 1516.
Au XVIe siècle, le village de Vranov et son château ont changé fréquemment de détenteurs (chronologiquement : seigneurs de Boskovice, famille Pernštejn, seigneurs de Lomnice, Kraigers de Krajk et famille Dietrichstein).
Michael Johann II Althann récupère le domaine de Vranov en 1680. Il chargea le célèbre architecte autrichien Johann Bernhard Fischer von Erlach de concevoir une grande salle en hommage à ses ancêtres de la famille d'Althann, connue sous le nom de la « Salle des Ancêtres » dans un style baroque. Cette salle a été construite entre 1687 et 1695. Il s'agit d'une salle ovale surmontée d'une imposante coupole qui domine le village de Vranov nad Dyjí. Un sculpteur autrichien, Tobias Kracker, a quant à lui créé les grandes statues des ancêtres de la famille autour des murs. Et enfin, un autre artiste autrichien, Johann Michael Rottmayr, a peint la fresque de la coupole afin d’immortaliser et glorifier le nom et la famille Althann. 
Adjacente de la salle des Ancêtres, se trouve la chapelle baroque de la Sainte Trinité, conçue par le même architecte autrichien Fischer von Erlach, qui comprend le caveau de la famille Althann. Cette chapelle est richement décorée et est construite en deux ans (1699 et 1670). Après la mort de Michael Johann II Althann, d'autres bâtiments furent construits, complétant ainsi la transformation du château fort en un château baroque moderne.

## Galerie

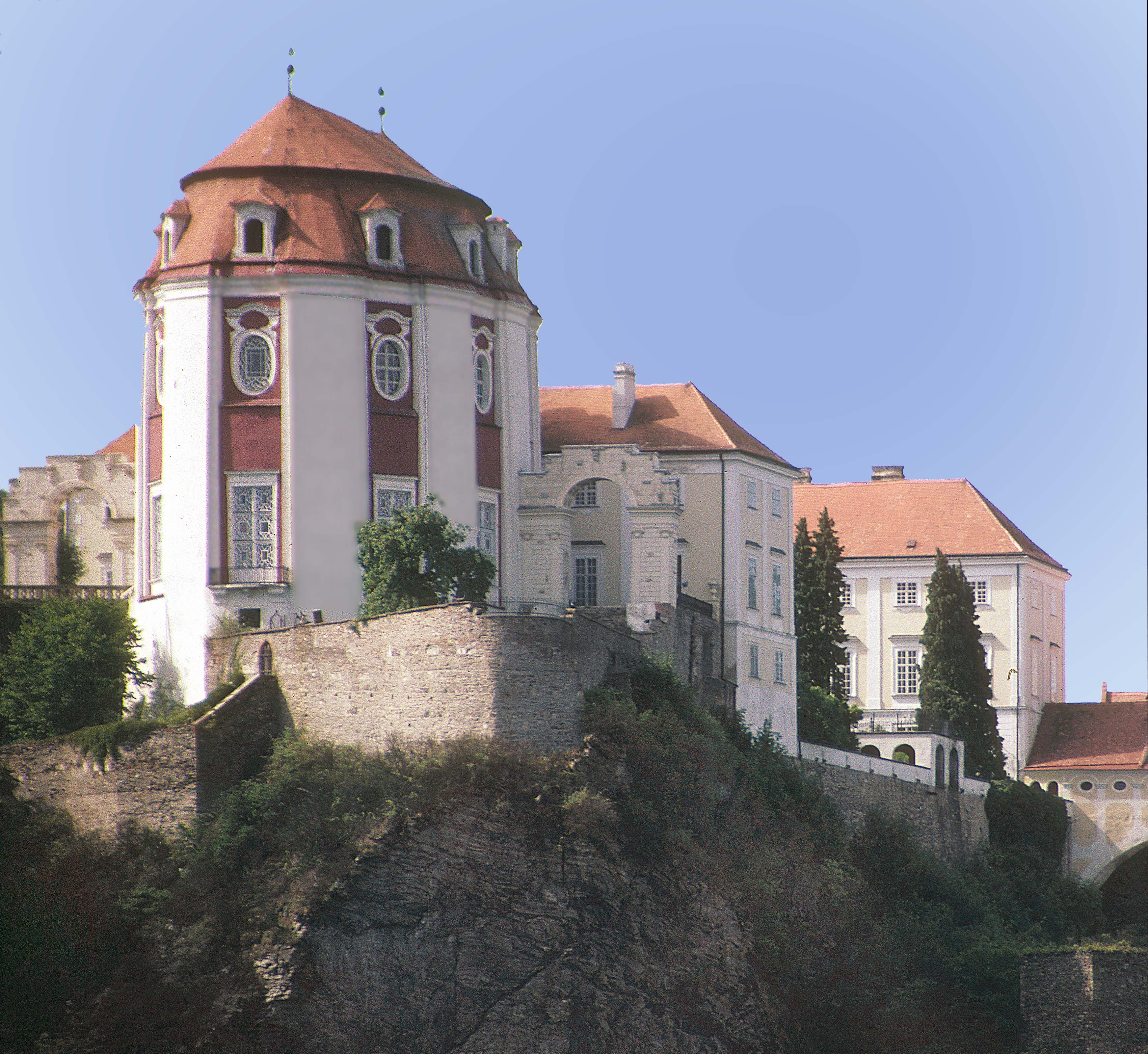
La salle des Ancêtres, extérieure
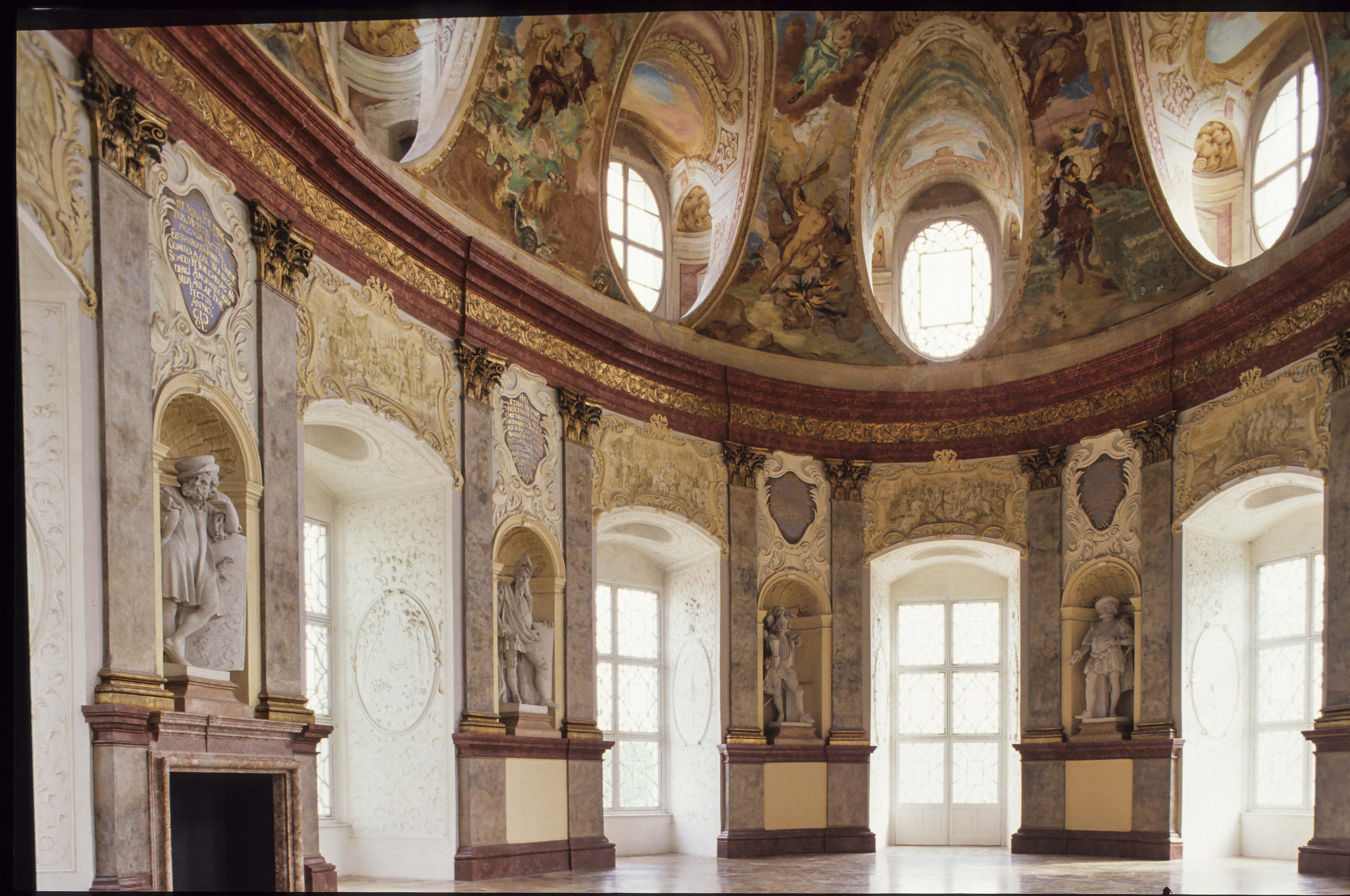
L'intérieur de la salle des Ancêtres
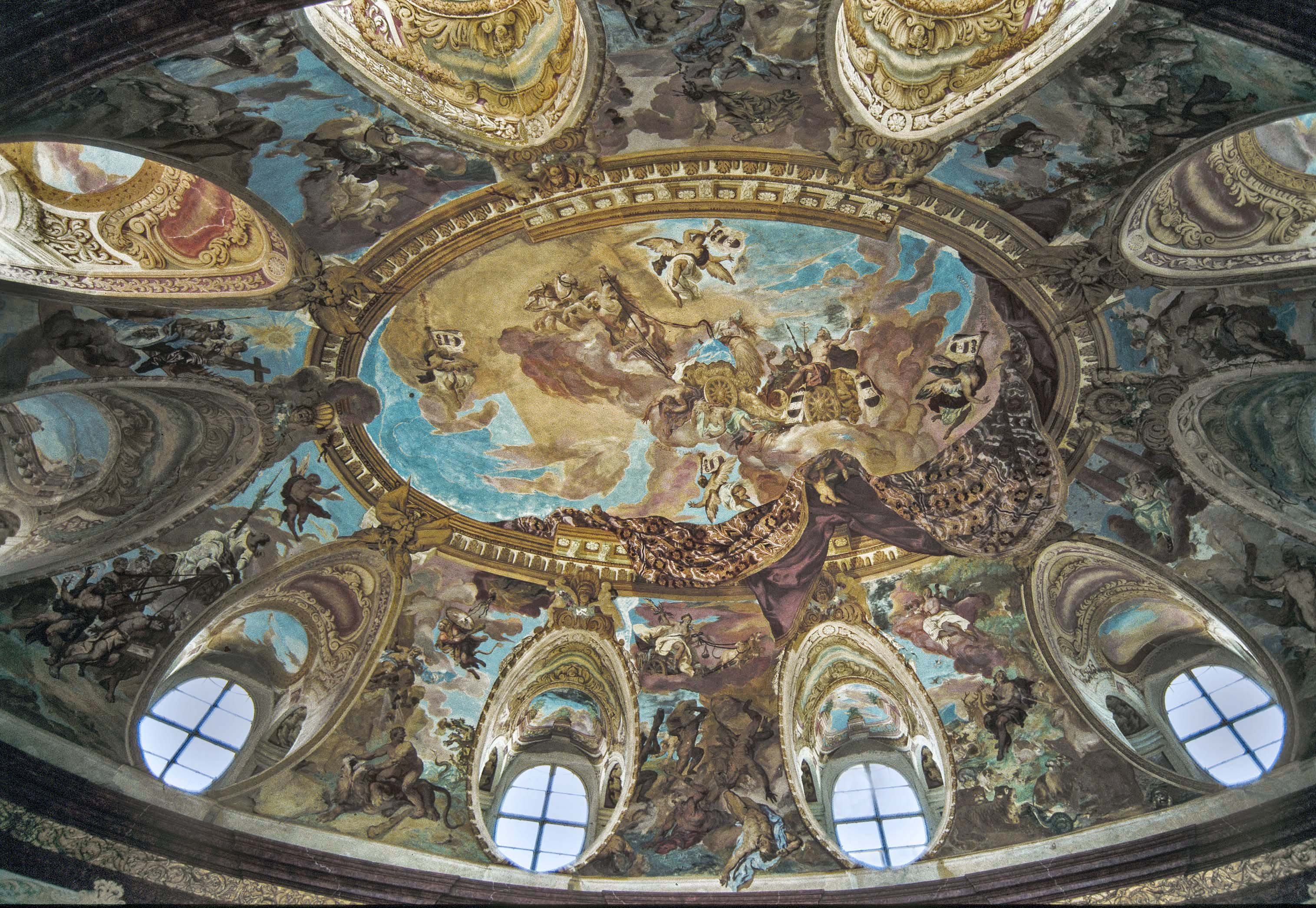
La coupole de la salle des Ancêtres
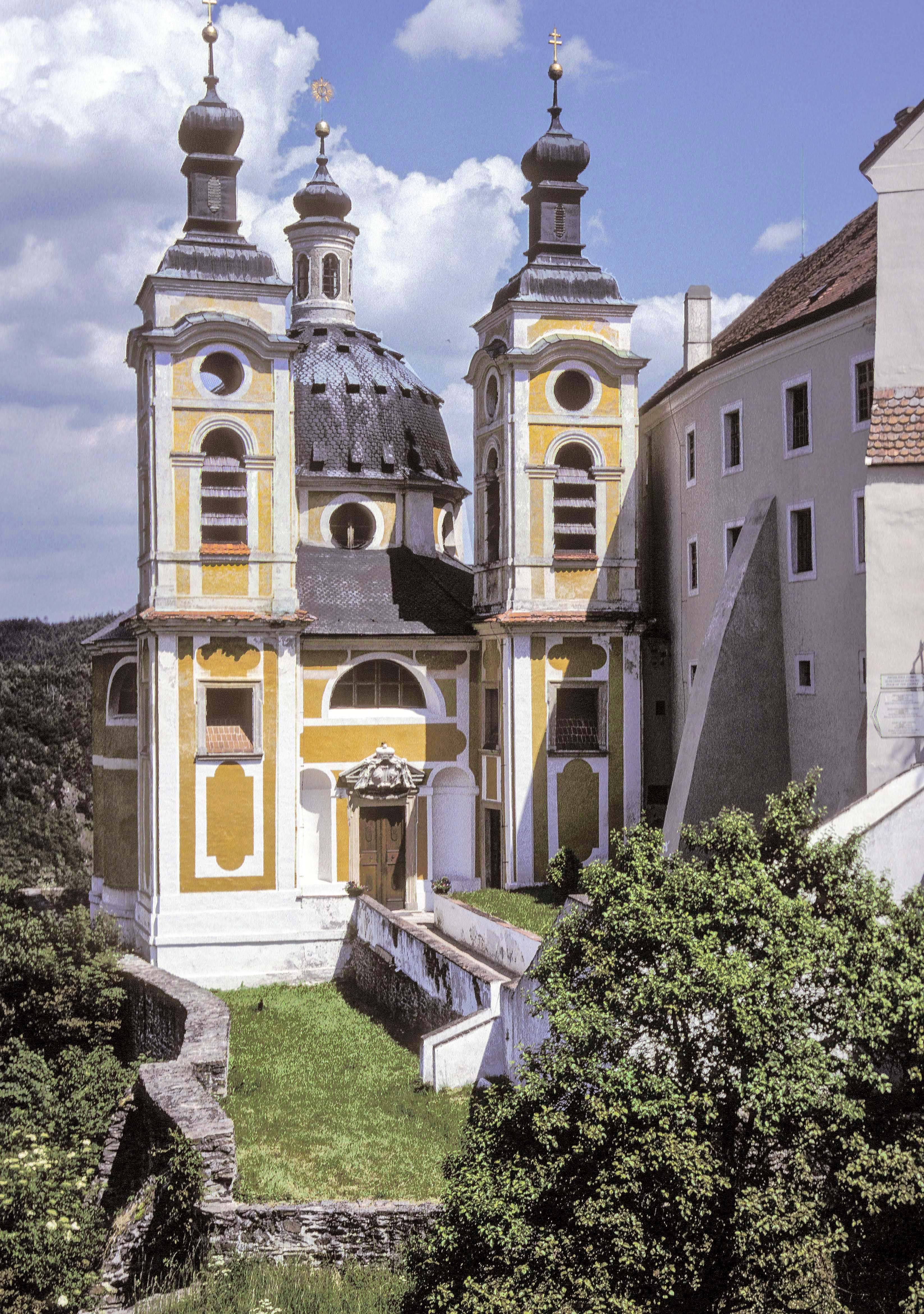
La chapelle de la Sainte Trinité
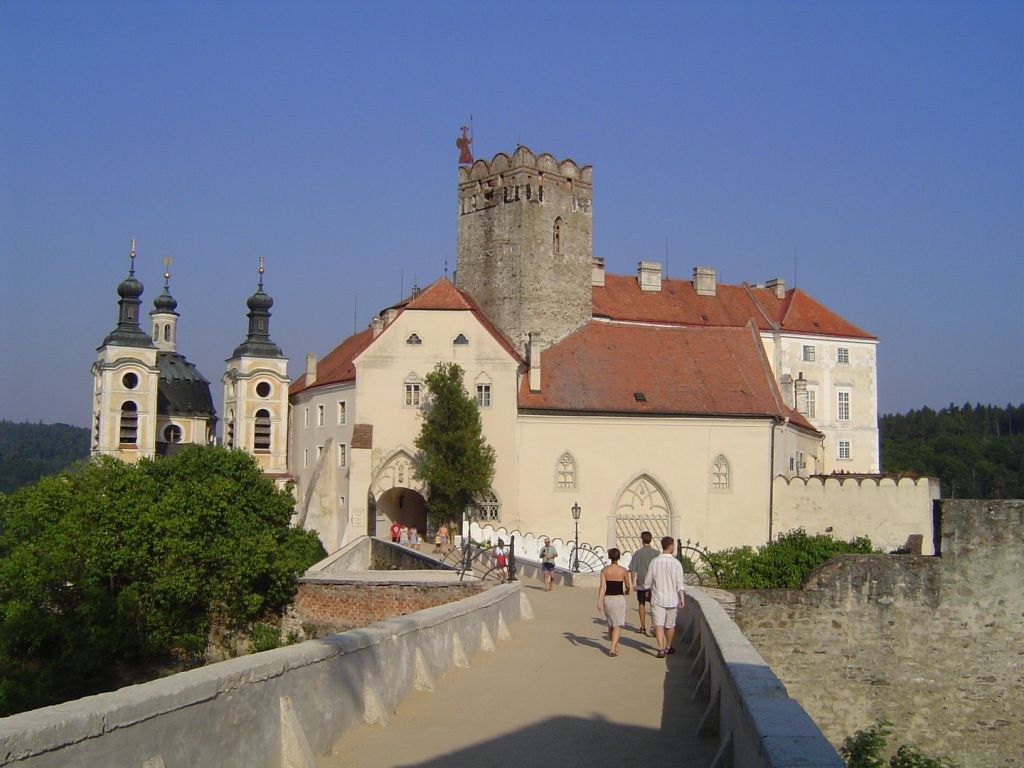
Vue depuis l'ouest. Au milieu se trouve la tour de guet gothique de l'ancien château fort, et à gauche la chapelle de la Sainte Trinité.
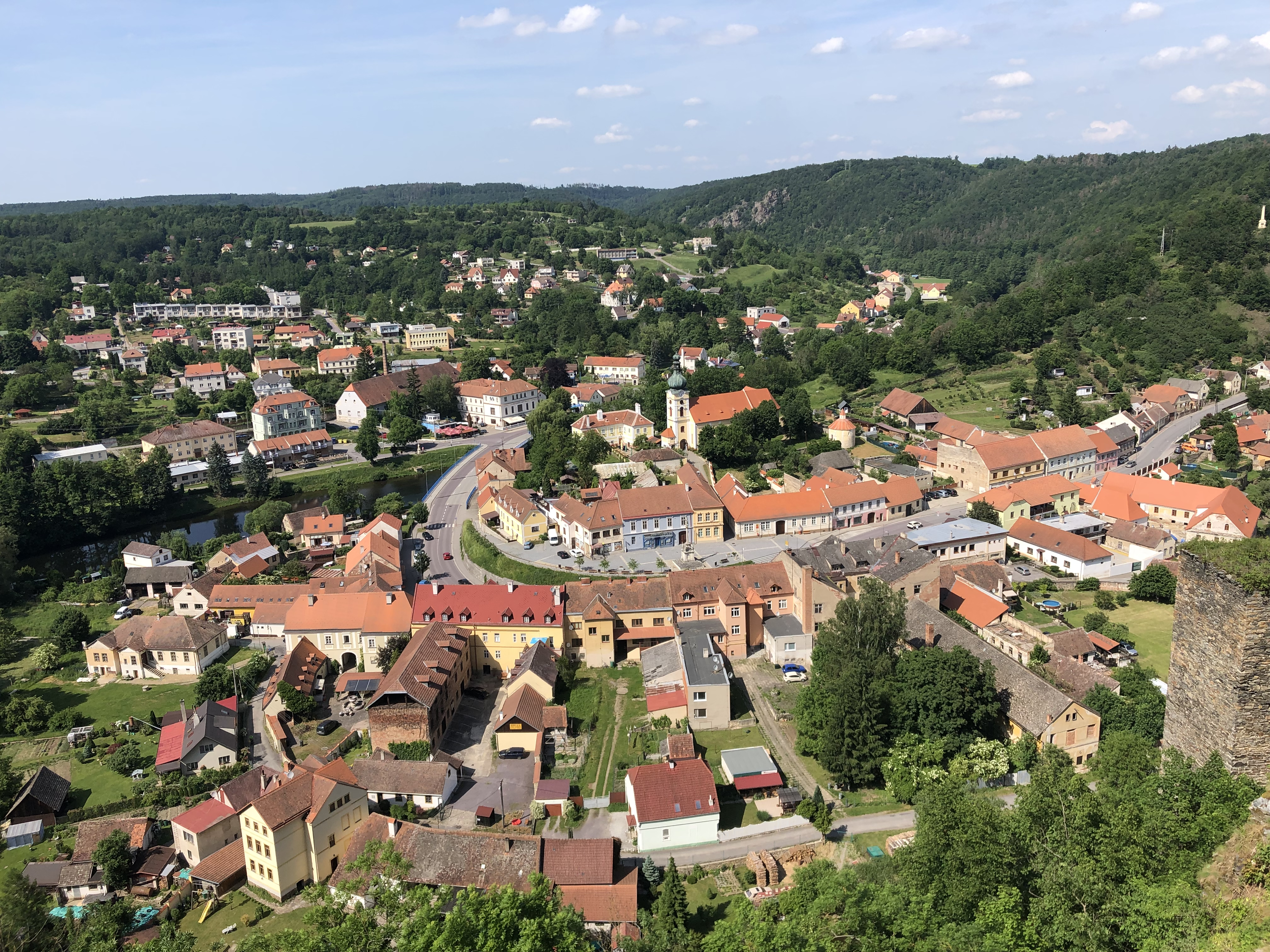
Le village de Vranov nad Dyji, vu du château